# Estádio Rio das Pedras
O Estádio Rio das Pedras é um estádio de futebol localizado no município de Itaberaí, no estado de Goiás, tem capacidade para 5.000 pessoas e pertence ao Itaberaí EC.